# María de la Ossa de Amador
María Ossa de Amador Sahagún, 1 de marzo de 1855 - Charlotte, Estados Unidos, 5 de julio de 1948), fue esposa de Manuel Amador Guerrero, primer presidente de la República de Panamá y madrastra de Manuel Encarnación Amador quien fue el que diseñó la bandera panameña.
Fue una de las creadoras de la bandera panameña y considerada Madre de la Nación y el corregimiento de Parque Lefevre nombró una escuela en su honor. En 1953, debido al 50a aniversario de la República, el gobierno emitió un sello con ella y su esposo.

## Primeros años
Manuela María Maximiliano de la Ossa Escobar nació el 2 de marzo de 1855 en Sahagún, provincia de Chinú, estado de Bolívar, durante el tiempo que formó parte de la República de Nueva Granada a Manuela Escobar Arce y José Francisco de la Ossa Molina. El padre de De la Ossa era el presidente del Tribunal Supremo para el Departamento de Istmo de Colombia y su abuelo materno y sus hermanos eran firmantes de la Declaración de Independencia de Panamá del Imperio Español. Sus hermanos de la Ossa Escobar incluyeron: Jerónimo (1847–1907), quien escribió el Himno Nacional de Panamá; Ramona (1849-antes de 1919), quien se casó con el legislador Manuel C. Cervera;Emilia (1850–1938), madre de Edwin Lefèvre, quien fue un defensor de los derechos de las mujeres y luego escritor; José Francisco Ramón (1851–1852); José Francisco (1856–1936), quien fue alcalde de la capital panameña y luego juez de la Corte Superior; Ricardo (1860–1907), que era dueño de una empresa peruana; y Manuela Augusta (1864 -?), quien se casó con José Guillermo Lewis Herrera. 
De la Ossa se crio en una época de rígida costumbre, donde las mujeres de clase alta se mantenían separadas de la sociedad y entrenadas en las artes de la música y la costura, para prepararlas para el matrimonio y la esfera doméstica. Asistió a una escuela de convento en la Ciudad de Panamá y fue educada por tutores privados. El 6 de febrero de 1872, se casó con Manuel Amador Guerrero, como su segunda esposa. Amador tuvo un hijo anterior, Manuel Encarnación Amador Terreros, con su primera esposa, María de Jesús Terreros. La pareja tuvo dos hijos, Raúl Arturo, quien de adulto estaba vinculado al consulado panameño en la ciudad de Nueva York y Elmira María, quien se casó con William Ehrman, uno de los dueños de la Compañía Bancaria Ehrman.

## Movimiento independiente

Al contrario de la versión actual, el diseño original de la bandera por Manuel Encarnación Amador y confeccionado por De la Ossa tenían el cuadrante azul en la esquina superior izquierda. Uno de los patrones originales aún puede verse en el Museo de Historia de Panamá en el Casco Antiguo de la Ciudad de Panamá.

Cuando la compañía francesa que era propietaria de los derechos para construir el Canal de Panamá quebró, los Estados Unidos compraron los derechos para construir el canal en 1902. Las negociaciones contenciosas con Colombia llevaron a los Estados Unidos a respaldar el movimiento separatista en Panamá, creyendo que las negociaciones serían más favorables para los intereses estadounidenses de un estado pequeño y débil de reciente desarrollo. Con ese fin, Amador viajó a Nueva York en septiembre de 1903 para averiguar cómo Estados Unidos estaba dispuesto a apoyar su movimiento de separación. Regresó a Panamá para poner en marcha los planes y le pidió a su hijo, Manuel Encarnación, que diseñara la bandera para la nueva nación. El diseño se completó el 1 de noviembre y de la Ossa y su cuñada Angélica Bergamonta de la Ossa, la esposa de Jerónimo, compraron los tejidos azul, rojo y blanco de tres almacenes diferentes en la Ciudad de Panamá. para no despertar sospechas. Habiendo asegurado suficiente tejido para hacer dos banderas, las mujeres trabajaron toda la noche el 2 de noviembre usando una máquina de coser portátil para completar la bandera. María Emilia, la hija de Angélica, hizo una tercera bandera más pequeña de los restos de tela y las mujeres fueron asistidas por la empleada doméstica de la Ossa, Águeda.
El buque naval estadounidense USS Nashville llegó a la costa el 2 de noviembre. El 3 de noviembre de 1903, llegó a los separatistas en la Ciudad de Panamá, que el general Juan B. Tovar, aterrizó con el crucero Cartagena y el barco mercante SS Alexandre Bixio desde Colombia hasta la costa cerca de Colón. Liderando un batallón de 500 soldados, que incluía al tercer batallón de francotiradores, Tovar se dirigía a la capital. Ante el temor de que si los atraparan serían ejecutados, Amador, junto con José Agustín Arango, Federico Boyd y Manuel Espinosa Batista se reunieron para discutir la situación. Muchos de sus colegas decidieron abandonar la causa. De la Ossa sugirió que su esposo se ponga en contacto con un aliado de confianza, Herbert G. Prescott, asistente del superintendente del Ferrocarril de Panamá, con la esperanza de que Prescott pueda convencer al superintendente James Shaler para que lo ayude. Prescott era entonces la novia de María Emilia de la Ossa Bergamota, hija de Jerónimo, hermano de De la Ossa. Cuando Amador fue a hablar con Prescott, De la Ossa se fue y se reunió con Arango y Espinosa, esposo de su primo, para asegurarles que los planes estaban avanzando y convencerlos de que permanezcan firmes en la causa. [4]
El plan de De la Ossa consistía en que Shaler convenciera a Tovar para que fuera a la capital, separándolo de sus tropas. Una vez allí, sería capturado y sus tropas sobornadas para regresar a casa. Cuando el plan concluyó con éxito, una de las banderas se colgó de un balcón y la otra se desfiló por las calles el 3 de noviembre. Al asegurar la independencia de Panamá, Amador fue elegido como el primer presidente constitucional de Panamá y de la Ossa se convirtió en la primera dama inaugural. Su mandato comenzó el 20 de febrero de 1904 y finalizó el 1 de octubre de 1908 con De la Ossa como anfitriona oficial del país. Sus deberes incluían proporcionar entretenimientos oficiales para dignatarios y reunirse diariamente durante la temporada con invitados oficiales. Al elegir no buscar la reelección, Amador murió poco después de dejar el cargo en 1909. Después de la muerte de su esposo, De la Ossa viajó entre visitas a varios miembros de la familia en los Estados Unidos y Europa. Era una defensora de la educación de las mujeres y creía firmemente en la religión como una brújula moral para guiar a las mujeres. Vivió en París hasta 1939, cuando se mudó a Charlotte, Carolina del Norte. En 1935, el Día de la Bandera se celebró por primera vez en su honor el 4 de noviembre y en 1941, la Asamblea Nacional de Panamá aprobó la Ley Pública 60 para reconocer sus contribuciones a la nación.

## Muerte y legado
De la Ossa murió el 5 de julio de 1948, en Charlotte, y sus restos fueron enterrados en Panamá. Ella es conocida como la "Madre de la Nación" y en el corregimiento conocido como Parque Lefevre, una escuela fue nombrada en su honor. De las tres banderas hechas para la independencia, una fue destruida por el uso repetido. La pequeña bandera hecha por María Emilia fue izada en el asta de la bandera del primer barco de vapor que salió de Panamá a Estados Unidos para anunciar el éxito de la independencia del país o fue llevada por María Emilia a Nueva York, donde se exhibió en una tienda y luego un museo, antes de que su paradero se hiciera desconocido. La tercera bandera, que fue retenida por de la Ossa, fue luego otorgada como regalo al presidente Theodore Roosevelt y se cree que luego fue donada a la Biblioteca del Congreso. En 1953, para el 50 aniversario de la nación, el gobierno de Panamá emitió un sello con la imagen de ella y su esposo.